# Marapoama
Marapoama é um município brasileiro do estado de São Paulo. A cidade tem uma população de 3.392 habitantes (IBGE/2024).

## História

### Formação territorial-administrativa
Histórico da formação do município:
- Distrito criado no município de Itajobi pela Lei nº 2.569, de 13/01/1936.
- Município criado pela Lei nº 7.664, de 30/12/1991.

## Geografia
Localiza-se a uma latitude 21º15'33" sul e a uma longitude 49º07'44" oeste, estando a uma altitude de 467 metros. Possui uma área de 111,3 km².

### Hidrografia
- Ribeirão Cubatão
- Ribeirão Cervo Grande

### Rodovias
- SP-321

## Demografia

### População
| Crescimento populacional                             | Crescimento populacional | Crescimento populacional | Crescimento populacional |
| Ano                                                  | População Total          |                          | %±                       |
| ---------------------------------------------------- | ------------------------ | ------------------------ | ------------------------ |
| 2000                                                 | 2 238                    |                          | —                        |
| 2010                                                 | 2 633                    |                          | 17,6%                    |
| 2022                                                 | 3 292                    |                          | 25,0%                    |
| Est. 2024                                            | 3 392                    | [ 6 ]                    | 3,0%                     |
| Fontes: Censos Demográficos IBGE e Estimativas SEADE |                          |                          |                          |

### Dados demográficos
Dados do Censo - 2010
População total: 2.633
- Urbana: 2.199
- Rural: 434
- Homens: 1.349[11]
- Mulheres: 1.284

Densidade demográfica (hab./km²): 23,66
Dados do Censo - 2000
Mortalidade infantil até 1 ano (por mil): 8,22
Expectativa de vida (anos): 75,95
Taxa de fecundidade (filhos por mulher): 2,19
Taxa de alfabetização: 87,83%
Índice de Desenvolvimento Humano (IDH-M): 0,780
- IDH-M Renda: 0,673
- IDH-M Longevidade: 0,849
- IDH-M Educação: 0,817

(Fonte: IPEADATA)

## Política e administração
Gestão 2025-2028:
- Prefeito: Lourenço Lorenceti
- Vice-prefeito: Huedimar Meneguesso[12]

## Infraestrutura

### Comunicações
O sistema de telefones automáticos, assim como o sistema de discagem direta à distância (DDD) com o código de área (0175), foram implantados pela Telecomunicações de São Paulo (TELESP).
Na década de 90 o código DDD da cidade foi alterado para (017), para padronização do sistema telefônico com a telefonia celular que estava sendo implantada em todo o estado.

## Religião
Conforme dados do censo 2010, a população marapoamense é formada por católicos apostólicos romanos (51,19%), evangélicos (46,30%) e espíritas (1,21%). Marapoama é o município mais evangélico de todo o Noroeste Paulista e o segundo município mais evangélico de todo o estado de São Paulo.
O Cristianismo se faz presente na cidade da seguinte forma:

### Igreja Católica
- A igreja faz parte da Diocese de Catanduva.[17]

### Igrejas Evangélicas
Entre as igrejas protestantes históricas, pentecostais e neopentecostais, encontram-se na cidade:
- Assembleia de Deus Ministério do Belém.[20][21]
- Congregação Cristã no Brasil.[22]